# Cuisine timoraise
La cuisine timoraise se compose d'aliments populaires et locaux comme le porc, le poisson, le basilic, le tamarin, les légumineuses, le maïs, le riz, les légumes-racines et les fruits tropicaux. La cuisine du Timor oriental est influencée par les aliments de l'Asie du Sud-Est et par les plats portugais issus de sa colonisation portugaise.

## Plats du Timor oriental

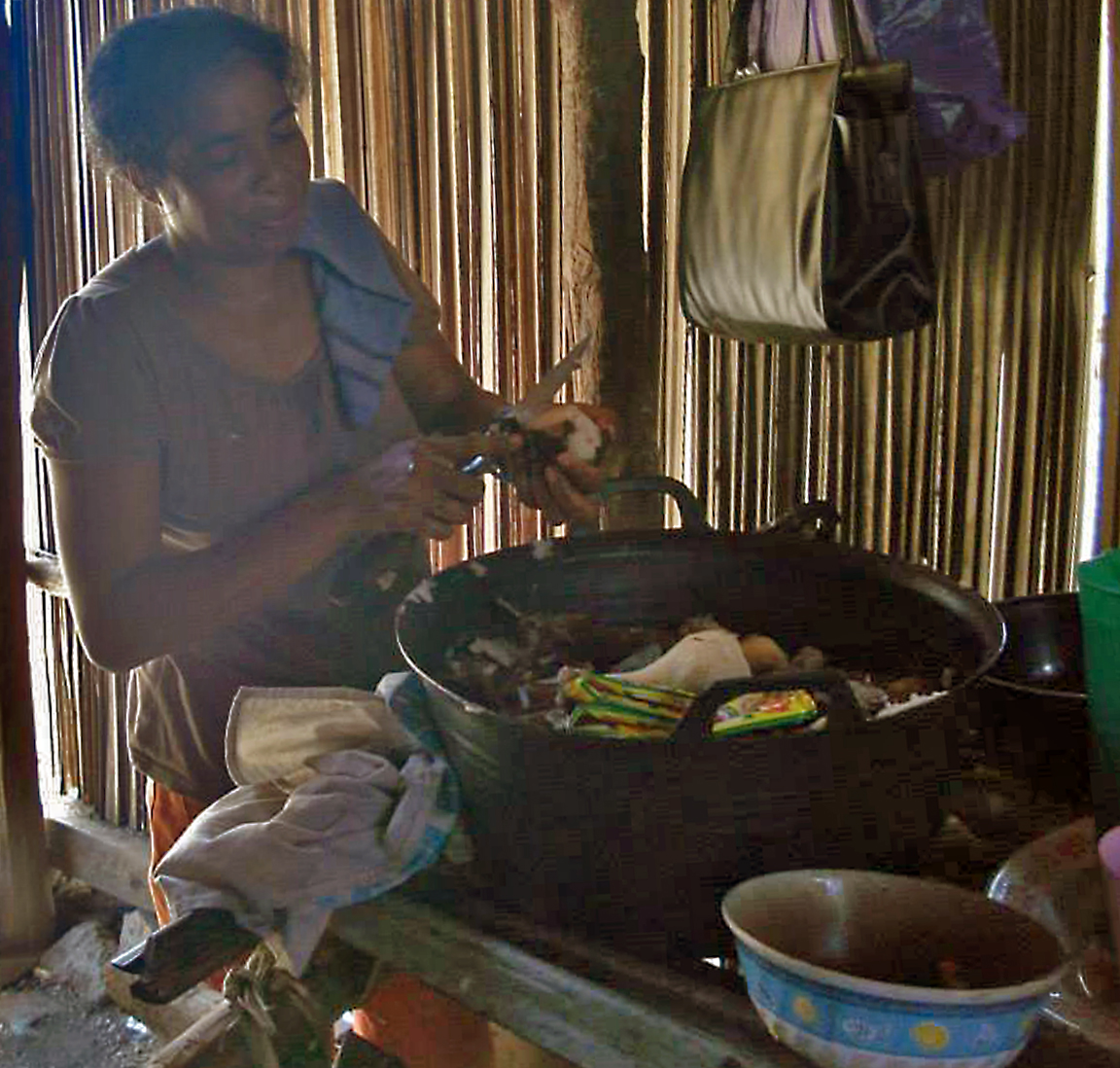
Une cuisine à Clacuc, municipalité de Manufahi.

Le riz est la principale source de nourriture au Timor oriental. Outre le riz, d'autres aliments sont cultivés au Timor oriental comme les patates douces, le maïs, le manioc et le taro. Ces aliments de base sont complétés par des haricots, des choux, des épinards, des oignons et du niébé.
La deuxième catégorie d'aliments est constituée de volaille, de porc et de chèvre. La plupart des foyers du Timor oriental élèvent leurs propres animaux pour la viande. Le poisson est également une source de protéines animales dans ce pays, la pêche étant une occupation importante après l'agriculture.

## Saison de la faim
Les cultures du Timor oriental dépendent des pluies qui suivent la saison sèche annuelle. En raison de l'imprévisibilité du climat, il en résulte une période de mauvaise sécurité alimentaire appelée « saison de la faim », de novembre à février. De nombreux ménages dépendent de leur propre production alimentaire en raison des conditions climatiques erratiques, telles que les sécheresses.
De nombreuses familles subsistent grâce à l'akar, qui est une source de nourriture largement disponible pour les pauvres. Il s'agit d'écorce de palmier séchée, réduite en poudre, mélangée à de l'eau pour former une gelée, puis cuite sur le feu. Cela conduit à des cas où près de 58 % des enfants de moins de cinq ans souffrent de malnutrition chronique.

## Café

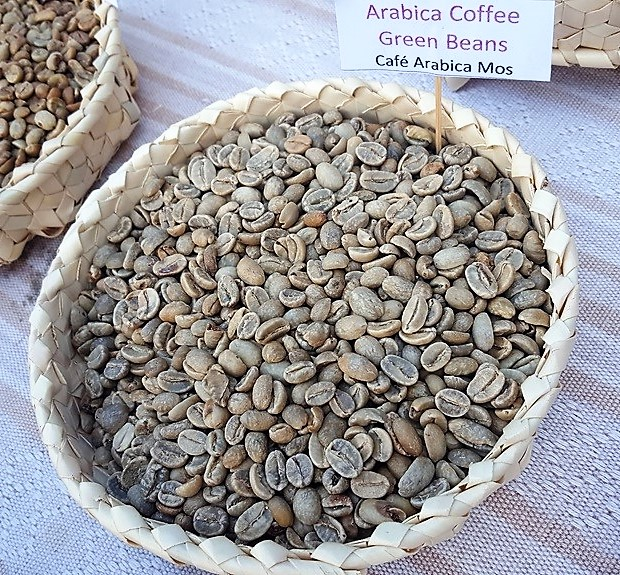
Grains de café arabica du Timor oriental.

Le café du Timor oriental est un produit biologique et une culture de rente importante pour cette nation insulaire. Le café représente 90 % des exportations non pétrolières du pays, tandis que 46 % des ménages timorais dépendent uniquement du café pour leurs revenus.
Le café est cultivé dans le pays depuis des siècles. Cette culture représentait la moitié du commerce du pays lorsqu'il s'agissait d'une colonie portugaise à la fin du XIXe siècle, mais pendant les vingt-quatre années d'occupation indonésienne, le commerce du café a été négligé lorsque les militaires ont pris le pouvoir ; les prix ont fluctué et de nombreuses plantations de café étaient des champs de bataille, de sorte que la qualité des grains s'est détériorée.
À la fin de la guerre, les experts agricoles ont estimé que les connaissances agricoles de deux générations avaient été perdues et que certaines plantations avaient été abandonnées. Mais comme les arbres ont reçu peu d'attention, les bosquets exempts de pesticides et d'engrais sont très appréciés des amateurs de L profond biologique[pas clair]. Aujourd'hui, le café est connu comme le prince d'or de l'agriculture du Timor oriental. D'une valeur de 10 millions de dollars par an, les 46 000 exploitations de café emploient un cinquième de la population du Timor oriental, mais c'est une bataille majeure pour encourager les agriculteurs à améliorer la qualité de l'agriculture du Timor oriental,.